# Брауншвейг-Беверн
Брауншвейг-Беверн (нем. Brunswick-Bevern) — младшая линия дома Вельфов.

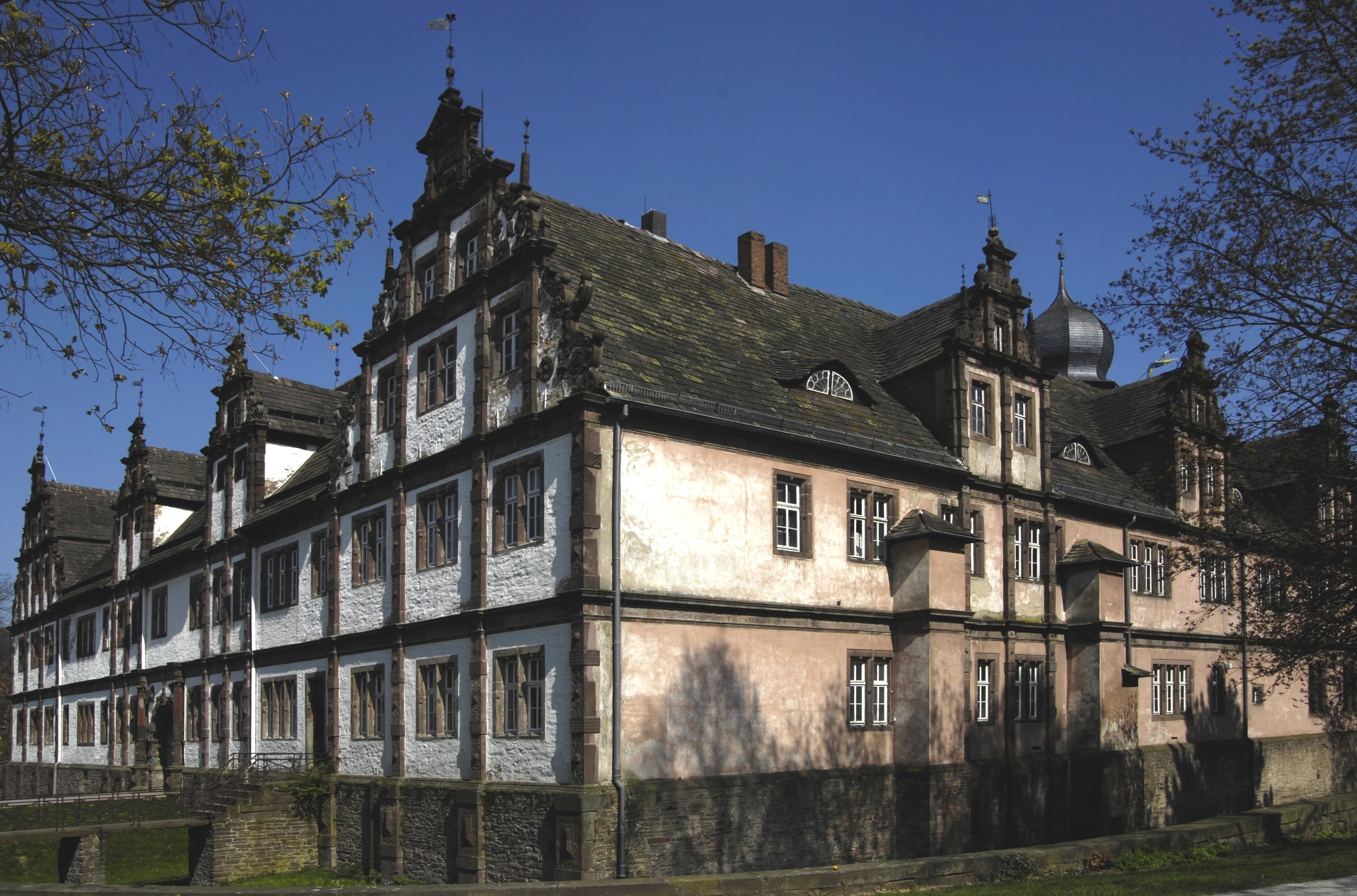
Замок Беверне

## История
Первым герцогом Брауншвейг-Вольфенбюттеля-Беверна был Фердинанд Альбрехт I Брауншвейг-Вольфенбюттель-Бевернский (1636-1687) четвёртый сын герцога Брауншвейг-Вольфенбюттеля Августа Младшего. После смерти отца в 1666 году и длительных разногласий со своим старшим братом Фердинандом Альбрехтом I Эрнст Фердинанд получил в наследство замок Беверн, расположенного неподалёку от Хольцминдена. Ему пришлось отказаться от всех претензий на власть в княжестве Брауншвейг-Вольфенбюттель.
С пресечением основной линии Вельфов после смерти правящего герцога Людвига Рудольфа Брауншвейг-Вольфенбюттельского в 1735 году, к власти в княжестве Брауншвейг-Вольфенбюттель пришёл старший брат Эрнста Фердинанда Фердинанд Альбрехт II. В 1687 году Фердинанд Альбрехт II сменил своего отца на престоле. После непродолжительного правления ему унаследовал младший брат Эрнст Фердинанд, основатель младшей линии Вельфов в Брауншвейг-Беверне. В 1746 году его сменил старший сын Август Вильгельм, затем в 1809 году его брат Фридрих Карл Фердинанд. Вильгельм Брауншвейгский был последним по прямой линии Брауншвейг-Беверна.

## Герцоги Брауншвейг-Беверн
- Фердинанд Альбрехт I Брауншвейг-Вольфенбюттель-Бевернский (1666-1687) (1636-1687) — герцог Брауншвейг-Вольфенбюттель-Беверна;
  - Фердинанд Альбрехт II Брауншвейг-Вольфенбюттельский (1687-1735) (1680-1735) — князь Брауншвейг-Вольфенбюттель-Бевернский, военный и государственный деятель, имперский генерал-фельдмаршал (21 мая 1734);
  - Эрнст Фердинанд Брауншвейг-Вольфенбюттель-Бевернский (1735-1746) (1682-1746) — герцог Брауншвейга и Люнебурга, принц Брауншвейг-Бевернский и основатель младшей линии Вельфов в Брауншвейг-Беверне;
    - Август Вильгельм Брауншвейг-Бевернский (1746-1781) (1715-1781) — герцог Брауншвейг-Бевернский, прусский генерал от инфантерии, кавалер ордена Чёрного орла, губернатор Штеттина, участник Семилетней войны;
    - Фридрих Карл Фердинанд Брауншвейг-Вольфенбюттель-Бевернский (1781-1809) (1729-1809) — герцог Брауншвейг-Бевернский, генерал-фельдмаршал датской армии, глава младшей ветви Брауншвейг-Вольфербюттельской ветви Вельфов.
- Карл I Брауншвейг-Вольфенбюттельский (1735-1780) (1713-1780) — герцог Брауншвейг-Вольфенбюттеля с 13 сентября 1735 года;
- Карл Вильгельм Фердинанд Брауншвейгский (1780-1806) (1735-1806) — герцог Брауншвейг-Вольфенбюттеля с 26 марта 1780 года, генерал-фельдмаршал Пруссии с 1787 года;
- Фридрих Вильгельм Брауншвейг-Вольфенбюттельский (1813-1815) (1771-1815) — князь Брауншвейг-Вольфенбюттеля и герцог Олесницкий (Эльс), а также герцог Брауншвейга и Люнебурга;
  - Карл II Брауншвейгский (1815-1830) (1804—1873) — второй герцог Брауншвейгский и герцог Олесницкий (Эльс) (1815—1830);
  - Вильгельм Брауншвейгский (1830-1884) (1806-1884) — герцог Брауншвейга и Люнебурга, с 1830 года и до своей смерти правитель Брауншвейгского герцогства и герцог Олесницкий (Эльс). Последний представитель прямой линии Брауншвейг-Беверна.